# Laterognathie
Eine Laterognathie (von lateinisch latus ‚Seite‘ und griechisch gnathos ‚Kiefer‘) bezeichnet eine Kieferfehlstellung (Dysgnathie), gekennzeichnet durch eine Abweichung des Kiefers hin zu einer Seite. Ein unterschiedlich starkes Wachstum der Kieferhälften ist ein möglicher Grund. Häufigste Ursache für eine Seitenabweichung des Unterkiefers (mandibuläre Laterognathie) ist ein zu schmaler Oberkiefer. Eine Laterognathie hat über den Kopfbereich hinaus eine seitenungleiche Belastung der Muskulatur des gesamten Bewegungsapparates zur Folge.
Je nachdem, welcher Kiefer horizontal von der Mittellinie abweicht, unterscheidet man:
- mandibuläre Laterognathie – Seitenbweichung des Unterkiefers
- maxilläre Laterognathie – Seitenabweichung des Oberkiefers